# Laccobius (Dimorpholaccobius)
Laccobius (Dimorpholaccobius) – podrodzaj chrząszczy z rodziny kałużnicowatych, plemienia Laccobiini i rodzaju kaługowiec. Obejmuje ponad 40 opisanych gatunków.

## Morfologia
Chrząszcze o owalnym w zarysie, co najwyżej umiarkowanie wysklepionym ciele o długości mieszczącej się w przedziale od 1,6 do 3,9 mm, z wierzchu ubarwionym żółtawo z ciemną, metaliczną plamą pośrodku przedplecza oraz ciemnym wzorem na pokrywach. Pokrywy mają łącznie około 20 rzędów, przy czym naprzemiennie występują szeregi punktów mniejszych oraz szeregi punktów większych i mniej lub bardziej rozproszonych. Przód śródpiersia jest zwężony, a środek ma wyraźnie wyniesione podłużne żeberko (kil) o dwóch ostrogach bocznych. Odnóża tylnej pary mają odłączone od ud krętarze i zakrzywione golenie.

## Taksonomia
Takson ten wprowadził po raz pierwszy w 1840 roku François Louis de Laporte de Castelnau jako Brachypalpus. Gatunkiem typowym wyznaczono Hydrophilus bipunclatus opisanego w 1775 roku przez Johana Christiana Fabriciusa. Nazwa ta okazała się jednak być młodszym homonimem. Ważną nazwę, Dimorpholaccobius, nadał omawianemu taksonowi Filipp Zajcew, gatunkiem typowym wyznaczając opisanego w 1909 roku przez Edmunda Reittera Laccobius sulcatulus. W 1974 roku Elio Gentili wyróżnił podrodzaj Laccobius (Macrolaccobius), jego gatunkiem typowym wyznaczając opisanego w 1801 roku przez Fabriciusa Hydrophilus strialulus. W 1991 roku zsynonimizowany on został z Laccobius (Dimorpholaccobius) przez Michaela Hansena.
Do podrodzaju tego zalicza się ponad 40 opisanych gatunków:

- Laccobius aegaeus Gentili, 1974
- Laccobius albescens Rottenberg, 1874
- Laccobius atratus Rottenberg, 1874
- Laccobius atricolor Orchymont, 1938
- Laccobius atrocephalus Reitter, 1872
- Laccobius azerus Gentili, 2016
- Laccobius bipunctatus (Fabricius, 1775)
- Laccobius brittoni Gentili, 1981
- Laccobius carinatus Gentili, 1988
- Laccobius chiesai Gentili, 1974
- Laccobius collium Gentili, 1981
- Laccobius elmii Gentili & Sadeghi, 2004
- Laccobius eremita Gentili, 1989
- Laccobius fresnedai Gentili & Fikáček, 2015
- Laccobius gloriana Gentili & Ribera, 1998
- Laccobius halophilus Gentili, 1982
- Laccobius hauserianus Knisch
- Laccobius hindukuschi Chiesa, 1966
- Laccobius hispanicus Gentili, 1974
- Laccobius hoberlandti Gentili, 1982
- Laccobius hopaensis Mart, İncekara & Erman, 2003
- Laccobius kashmirensis Orchymont, 1943
- Laccobius levantinus J. Balfour-Browne, 1939
- Laccobius lycius Gentili & Whitehead, 2000
- Laccobius meridionalis Gentili, 1974
- Laccobius moraguesi Régimbart, 1898
- Laccobius neapolitanus Rottenberg, 1874
- Laccobius obscuratus Rottenberg, 1874
- Laccobius propior Gentili, 1988
- Laccobius sculptus Orchymont, 1935
- Laccobius scutellaris Motschulsky, 1855
- Laccobius siculus Gentili & Rocchi, 2017
- Laccobius simulans Orchymont, 1923
- Laccobius simulatrix d'Orchymont, 1932
- Laccobius sinuatus Motschulsky, 1849
- Laccobius sipylus Orchymont, 1939
- Laccobius striatulus (Fabricius, 1801)
- Laccobius sulcatulus Reitter, 1909
- Laccobius syriacus Guillebeau, 1896
- Laccobius testaceus Gentili, 1988
- Laccobius torbaticus Sadeghi & Gentili, 2004
- Laccobius varius Gentili, 1975
- Laccobius ytenensis Sharp, 1910
- Laccobius ziguensis Jia & Feng-Long, 1997